# Gérard Feldzer
Gérard Feldzer (Aurec-sur-Loire, 10 februari 1944) is een Franse piloot, luchtvaartadviseur en popularisator. Hij is voorzitter van het Comité régional de Tourisme d'Île-de-France (Regionaal Comité voor Toerisme van Île-de-France) sinds mei 2010 en vice-president van Ports de Paris (Havens van Parijs). Hij is sinds maart 2010 ook regionaal raadslid van Île-de-France voor Europe Écologie.

## Biografie
Feldzer is afgestudeerd aan ESTACA en ENAC en begon zijn carrière als piloot bij Air Algérie (1973-1974) en verhuisde vervolgens naar Aéropostale waar hij van 1974 tot 1976 nachtvluchten uitvoerde. Bij Air France was hij piloot op Sud Aviation Caravelle, Boeing 707 en 747, kapitein (1989–1992) en vervolgens instructeur-kapitein (1992–2004) op de Airbus A310, A340 en A330.
Tussen 1995 en 2005 werd Feldzer voorzitter van de Aéro-Club de France. Tijdens zijn presidentschap werd het eeuwfeest van de club gevierd en om dit te vieren organiseerde hij een grote tentoonstelling van vliegtuigen in Parijs op de Champs-Élysées.
Van 2005 tot augustus 2010 was Gérard Feldzer directeur van het Musée de l'Air in Le Bourget. Daar realiseerde hij onder andere "Planete Pilote", 's werelds eerste ruimtetentoonstelling gericht op kinderen van 6 tot 12 jaar.
Hij was in 2001 medeoprichter van Zebunet (een microkredietorganisatie voor arme boeren in de zuidelijke landen) en is sindsdien vice-president. Hij richtte ook het project "Les ailes de la ville" op, dat de opleiding en integratie van jongeren uit de buitenwijken behelst door middel van de reparatie en bouw van vliegtuigen.
Hij is oprichter en voorzitter van de vereniging "Transports passion" en organiseert sinds 2005 jaarlijkse conferenties, tentoonstellingen en evenementen over ecologische mobiliteit.
Op1 januari 2012 werd hij benoemd tot Officier in het Legioen van Eer.